# Tarku
Tarku – gaun wikas samiti w zachodniej części Nepalu w strefie Gandaki w dystrykcie Lamjung. Według nepalskiego spisu powszechnego z 2001 roku liczył on 381 gospodarstw domowych i 1979 mieszkańców (1056 kobiet i 923 mężczyzn).